# 乌伊岭站
乌伊岭站，位于中华人民共和国黑龙江省伊春市汤旺县乌伊岭镇林铁街，是南乌铁路上的火车站，建于1961年，哈尔滨铁路局管辖。

## 車站周邊
- 中国邮政储蓄银行友谊路营业所
- 乌伊岭区政府
- 乌伊岭区供电局
- 乌伊岭区旅游局
- 中国邮政储蓄银行乌伊岭邮政支局
- 乌伊岭区工商局

## 歷史
- 建于1961年。

## 外部連結
- 中国铁路客户服务中心（页面存档备份，存于）